# Dolichostachys
Dolichostachys là chi thực vật có hoa trong họ Acanthaceae.